# فرودگاه سوترن سیپلین
فرودگاه سوترن سیپلین (به انگلیسی: Southern Seaplane Airport) یک فرودگاه خصوصی پایگاه هوایی با کد یاتا BCS است که یک باند فرود آسفالت دارد و طول باند آن ۹۷۵ متر است. این فرودگاه در کشور ایالات متحده آمریکا قرار دارد و در ارتفاع ۰ متری از سطح دریا واقع شده است.